# Zvony z rákosu
Zvony z rákosu je české drama z roku 1950. Černobílý film, poplatný době svého vzniku, trvá 91 minut.

## námět
- František Horčička-Havíř

## scénář
- Václav Kubásek
- Jiří Mařánek
- Robert Vyhlídka
- František Horčička-Havíř

## Exteriéry
- Úterý u Stříbra

## Režie
- Václav Kubásek

## Hrají
- František Klika … Fortunát Moc
- Otto Čermák … purkmistr Pazdera
- Viktor Očásek … radní Blecha
- Světla Svozilová … Pazderová
- Meda Valentová … Mocová
- Hermína Vojtová … Blechová
- Otto Motyčka … tajemník
- Václav Trégl … policajt
- František Hanus … MUDr. Škoda
- Václav Švorc … učitel Vítek
- Jindřich Plachta … Matěj Pekelský
- Eman Fiala … Vincenc Patočka
- Oldřich Vykypěl … Havlík
- František Kovářík … Pinkava
- František Kreuzmann starší … Babor
- Václav Špidla … Růta
- L. Veverková … Pinkavka
- Jaroslav Vojta … Zima
- Ella Nollová … Kunka
- Blažena Slavíčková … Česáková
- Marie Kautská … Olga
- Alena Kreuzmannová … Bláža Kolocová
- Milica Kolofíková … Tonča Baborová
- Jana Dítětová … Jitka Pinkavová
- Kamila Nová … Mařka Zimová
- Jaroslava Panenková … poštmistrová
- Eva Svobodová … Kolocová
- Marie Brožová … Zimová
- Zdena Zeithamlová … Havlíková
- Josef Štefl … Joska Potměšil
- Marie Nademlejnská … Baborova žena
- Zdeněk Šavrda … hostinský Mrkvička
- Karel Sedláček … řídící učitel
- Karel Hruška … poštmistr
- František Marek … stavitel Čihura
- Jindra Hermanová … majitelka panství
- Hynek Němec … dělník
- Emil Dlesk … dělník s fajfkou
- Ivo Niederle … tanečník na zábavě
- Jiřina Sedlářová
- Jarmila Navrátilová
- Zdeněk Martínek
- Stanislav Šašek
- R. Kimla
- F. Šmrha